# فيليبو توماسو مارينيتي
فيليبو توماسو إميليو مارينيتي، (إيطالي الأصل، عاش بين 22 ديسمبر 1876- 2 ديسمبر 1942)، شاعر إيطالي ومحرر وباحث نظري ومؤسس للحركة المستقبلية. كان مرتبطاً بالمجتمع الفني والأدبي الطوباوي والرمزي آباي دي كريتل وذلك بين عامي 1907 و1908. يشتهر مارينيتي بتأليفه أول بيان مستقبلي، والذي كُتِبَ ونُشِرَ عام 1909، بالإضافة إلى البيان الفاشي.

## طفولته ومراهقته
أمضى إميليو أنجيلو كارلو مارتيني (المدعو بفيليبو أخيل إميليو مارينيتي) سنوات حياته الأولى في الإسكندرية، مصر. حيث عاش والده (إنريكو مارينيتي) ووالدته (أماليا غرولي) معاً «كأنهما متزوجين».
كان أنريكو محاميًا من بيدمونت، أما والدته فهي ابنة أستاذ أدب من ميلانو. وقد جاؤوا إلى مصر عام 1865 بدعوة من الخديوي إسماعيل باشا ليعملوا كمستشارَيْن قانونييْن للشركات الأجنبية التي شاركت في تطوير حبه للأدب في أثناء سنوات الدراسة. كانت والدته قارئة مُتعطشة للشعر، وأدخلت مارينيتي الشاب في دراسة الكلاسيكيات الإيطالية والأوروبية.
بدأ مجلته المدرسية الأولى في سن السابعة عشرة، بابيروس، وهدد اليسوعيون بطرده نتيجة لنشره روايات إميل زولا الفاضحة في المدرسة. درس أولاً في مصر ثم في باريس، وحصل على الشهادة الثانوية في عام 1894 في السوربون، بالإضافة إلى دراسته للقانون وتخرجه من جامعة بافيا في إيطاليا عام 1899. لكنه قرر ألا يكون محامياً واتجه لتطوير أعماله الأدبية. وقد عمِل وجرب كل أنواع الأدب (كالشعر والسرد والمسرح والكلمات في الحرية)، ووقع كل شيء باسم فيليبو مارينيتي.

## الحركة المستقبلية
يُعد مارينيتي وكونستانتين برانكوشي زائرَيْن لدى تجمع آبي دي كريتل. أمضى مارينيتي عام 1908 جنباً إلى جنب مع الكتاب الشباب مثل روجر ألارد (وهو أحد الأوائل الذين دافعوا عن التكعيبية)، وبيرجان جوف وبول كاستياو الذين أرادوا نشر أعمالهم من خلال مجموعة آباي.
وقد كان تجمع آباي دي كريتل مجتمع الكتائب الذي تأسس في خريف 1906 من قِبل الرسام ألبرت غليزس والشعراء رينيه أركوس وهنري مارتن بارزون وألكسندر ميرسيرو وتشارلز فيلدراك. وقد استمدت هذه الحركة إلهامها من (آباي ذي ثيليم) وهو إبداع خيالي لرابليه في روايته جارجانتو، وجرى إغلاقها من قِبل أعضائها في أوائل عام 1908.
ولكن شهرته تعود غالباً لكونه مؤلف البيان المستقبلي الذي كتبه في عام 1909. وقد نشر في الصفحة الأولى لأكثر صحيفة يومية مرموقة لوفيغارو وباللغة الفرنسية في 20 فبراير من عام 1909.
في «التأسيس وبيان الحركة المستقبلية»، أعلن مارينيتي أن «الفن، في الواقع، لا يمكن أن يكون سوى العنف والقسوة والظلم».
دافع جورج سوريل، الذي كان له تأثير على الطيف السياسي بأكمله من الأناركية (الفوضوية) إلى الفاشية، عن أهمية العنف. كان للمستقبلية عناصر أناركية وفاشيّة، وأصبح مارينيتي بعدها مؤيداً نشطاً  لبينتو موسوليني.
وقد تعرّض مارينيتي، الذي كان معجباً بالسرعة، لحادث سيارة بسيط خارج ميلانو في عام 1908، عندما انحرفت سيارته إلى حفرة في محاولته لتجنب راكبَي الدراجات.
أشار مارينيتي إلى الحادث في البيان المستقبلي: وقد عزم مارينيتي الذي أصبح رجلاً جديداً بعد خروجه من تلك الحفرة، على إنهاء التظاهر والانحطاط السائد على أسلوب الحرية. وناقش برنامجاً ثورياً قوياً وجديداً مع أصدقائه، والذي تضمن إنهاء أي علاقة فنية من الماضي «تدمير المتاحف والمكتبات وكل أنواع الأكاديمية». معاً، كتب: «سوف نمجد الحرب -وهي التطهير الوحيد في العالم- سواء العسكرية أو الوطنية، أو الإشارة المدمرة لجامعي الحرية، الأفكار الجميلة التي تستحق التضحية لأجلها، وازدراء المرأة».
تمت قراءة البيان المُستقبلي ومناقشته في كل أنحاء أوروبا لكن لم تكن أول أعمال مارينيتي في «الحركة المستقبلية» في الواقع ناجحة. في أبريل، توقفت ليلة افتتاح دراما لو روي بومبانس (ملك الولائم)، والتي كُتبت في عام 1905، وذلك نتيجة للتصفير الساخر والصاخب من قِبل الجمهور، ومن قِبل مارينيتي أيضاً. والذي قدم بذلك عنصراً آخر من الحركة المُستقبلية «الرغبة بأن تكون مُتحدياً ومُزعجاً». ومع ذلك، فقد خاض مارينيتي مُبارزة (جدالًا حادًا) مع ناقد اعتبره قاسياً جداً.
لم تكن مسرحيته الدرامية لا دونا إي موبايل (بوبيز ايليكتركس)، التي عُرضت أول مرة في تورين، ناجحة أيضاً. تُستذكر المسرحية حالياً بواسطة إصدار لاحق يُدعى إليكتريكا سيسوال (الكهرباء الجنسية)، وخصوصاً ظهور الآلي ذي المواصفات البشرية على خشبة المسرح، وذلك قبل عشر سنوات من اختراع الكاتب التشيكي كارل كابك مُصطلح «الروبوت».
في عام 1910، تمت تبرئة روايته الأولى مافاركا إيل المُستقبلية، من جميع التهم وذلك خلال محاكمة للأعمال المُشينة. وفي ذلك العام وجد مارينيتي حُلفاءه؛ وهم من تبنوا الفلسفة المستقبلية، وهم ثلاثة شباب رسامين، وبالتعاون معهم «ومع بعض الشعراء مثل ألدو بالازيتشي» بدأ مارينيتي سلسلة من الأسباب المستقبلية، وهي عبارة عن عروض مسرحية أعلن المستقبليون فيها عن بياناتهم أمام حشد حضر جزئياً إلى العروض ليرموهم بالخضار.
أما «الحدث» الأكثر نجاحاً في تلك الفترة كان نشر «بيان ضد المحبة القديمة للبندقية» في البندقية. وفي النشرة، يطالب مارينيتي «ملء القنوات الصغيرة النتنة بالأنقاض من القصور القديمة والمنهارة والمدمرة (العفنة)»، إلى «الاستعداد لولادة البندقية الصناعية والعسكرية القادرة على السيطرة على البحر الأدرياتيكي العظيم، البحيرة الإيطالية».
في عام 1911، بدأت الحرب الإيطالية التركية وغادر حينها مارينيتي إلى ليبيا كمراسل حربي لصحيفة فرنسية، وفي نهاية المطاف جُمعت مقالاته ونُشرت في صحيفة معركة طرابلس. ثم غطى أحداث حرب البلقان الأولى 1912-1913، وشهد النجاح المفاجئ للقوات البلغارية ضد الإمبراطورية العثمانية في حصار أدريانوبل.
قام مارينيتي في هذه الفترة بعدد من الزيارات إلى لندن والتي اعتبرها «المدينة المستقبلية بامتياز»، حيث تم تنظيم عدد من المعارض والمحاضرات والمظاهرات للموسيقا المستقبلية فيها. ومع ذلك، وبالرغم من اهتمام عدد من الفنانين بالحركة الجديدة، ومنهم ويندهام لويس، إلا أنه لم ينتمِ إليها سوى فنان بريطاني واحد وهو الشاب سي آر-دبليو نيفنسون. وبالرغم من ذلك، فقد كان للمستقبلية تأثير مهم على فلسفة لويس الفيرتيكية.
عمل مارينيتي في ذلك الحين على رواية شعرية معادية للكاثوليك الروماني والنمساوي وبشِدة، اسمها لو مونوبلازدو باب (طائرة البابا 1912)، كما حررَّ مختارات للشعراء المستقبليين. ولكن محاولاته لتجديد أسلوب الشعر لم تكفه، حيث تطور ذلك لدرجة إعلانه ثورة جديدة في مقدمته للمختارات: لقد حان الوقت للقيام بتحديد الشعار الخاص والتقليدي (الجملة التقليدية) واستخدام «كلمات تُعبر عن الحرية». تجسد زانغ تومب تومب، قصيدته الصوتية، وهي رواية عن معركة أدريانوبل، كلماتٍ في الحرية، حيث يمكن سماع تسجيلات مارينيتي يقرأ بعض قصائده الصوتية: باتاغليا، بيسو+اودور 1912، دون، كلمات في الحرية 1914، لا باتاغليا دي أدريانوبلي 1926، والتي سُجلت في 1935.

## في أثناء الحرب
تم تحريض مارينيتي على المشاركة مع الجيش الإيطالي في الحرب العالمية الأولى، وبمجرد أن شاركت إيطاليا، تطوع حالاً للخدمة. وفي خريف عام 1915، تمركز هو وبعض المُستَقبليين الآخرين وهم أعضاء تابعين لراكبي الدراجات المتطوعين في لومبارد في بحيرة غاردا، مقاطعة ترينتينو، وبقوا في تلك المنطقة العالية من الجبال على طول الحدود الإيطالية النمساوية. وتحملوا عدّة أسابيع من القتال في ظروف قاسية قبل أن تُحلَّ وحدات راكبي الدراجات والتي تعتبر غير ملائمة لحرب الجبال.
أمضى مارينيتي معظم عام 1916 في دعم المجهود الحربي الإيطالي من خلال الخُطب والصحافة والعمل المسرحي، ثم عاد للخدمة العسكرية كضابط في الجيش النظامي في عام 1917. وفي مايو من ذلك العام، أصيب بجروح خطيرة في أثناء خدمته مع كتيبة مدفعية في جبهة أيزونزو، ثم عاد إلى الخدمة بعد فترة نقاهة طويلة، وشارك في الانتصار الإيطالي الحاسم في معركة فيتوريو فينيتو في أكتوبر عام 1918.

## زواجهُ
بعد فترة خطوبة طويلة، تزوج مارينيتي في عام 1923 من بينيديتا كابا (1897-1977). وهي كاتبة ورسامة وتلميذة من جياكومو بالا. ولدت كابا في روما، وانضمت إلى الحركة المستقبلية في عام 1917. التقى كابا ومارينيتي عام 1918، وانتقلا للعيش معاً في روما، واختارا الزواج فقط ليتجنبوا التعقيدات القانونية في جولة محاضرات في البرازيل. وأنجبا ثلاث فتيات: فيتوريا وآلاء ولوسي.
تعاون الزوجان في بعض التجمعات الإعلامية المختلفة في منتصف عشرينيات القرن العشرين، وأطلقا عليها اسم تاتيلسمو (تاكتيلزم). وكانت زوجته قوية ونشطة في حركة إيروبيتورا بعد تأسيسها في عام 1929، كما أنتجت ثلاث روايات تجريبية. ومن المرجح أن العمل العام والرئيسي لكابا هو عبارة عن سلسلة من خمس لوحات جدارية في مكتب بريد باليرمو (1926-1935) لمهندس الأشغال العامة الفاشي أنجيلو مازوني.

## مارينيتي والفاشية
تأسس حزب بوليتيكو المستقبلي أو الحزب المستقبلي السياسي في أوائل 1918، والذي اندمج مع حزب بيبيتو موسوليني كومباتيمينتو الإيطالي. وفي عام 1919 شارك في كتابة البيان الفاشيستي دي أمبريس، البيان الأصلي للفاشية الإيطالية. لكنه عارض لاحقاً تمجيد الفاشية للمؤسسات القائمة، ووصفها بالرجعية. وبعد خروجه من مؤتمر الحزب الفاشي باشمئزاز، انسحب من السياسة لمدة ثلاث سنوات. ومع ذلك، فقد بقي ذا قدرة ملحوظة في تطوير فلسفة الحزب طوال وجود النظام. على سبيل المثال، في نهاية مؤتمر الثقافة الفاشية الذي عُقِد في بولونيا في 30 مارس من عام 1925، خاطب جيوفاني جنتيلي، سيرجيو بانزيو حوال الحاجة إلى تعريف الفاشية بشكل هادف حسب رأي مارينيتي، موضحاً: «تلجأ الحركات الروحية العظيمة إلى الدقة عندما تفقد إلهامها البدائي -ما حدده إف.تي. مارينيتي هذا الصباح على أنه فني، أي الأفكار الإبداعية والمبتكرة، والتي استمدت منها الحركة دافعها الأول والأقوى- قد فقدت قوتها. نجد أنفسنا اليوم في بداية حياة جديدة ونختبر بسعادة هذه الحاجة الغامضة التي تملأ قلوبنا- هذه الحاجة التي هي مصدر إلهامنا، العبقرية التي تحكمنا وتحملنا معها».
هاجم مارينيتي أيضاً كجزء من حملته لإلغاء التقاليد، الطعام الإيطالي التقليدي. ونشر بيانه للطهي المستقبلي في صحيفة تورين غازيتا ديل بوبولو في 28 ديسمبر من عام 1930. بحجة أن «الناس يعتقدون أن اللباس والتصرفات مرتبطة بما يأكلون ويشربون»، واقترح مارينيتي تغيرات واسعة النطاق في النظام الغذائي. أدان المعكرونة، وألقى باللوم عليها بسبب الاستسلام والتشاؤم ونقص الرجولة، وشجع على تناول الأرز المزروع في إيطاليا.
ولهذا، كما هو الحال في نواحٍ أخرى، كان طبخه المستقبلي المقترح قومياً، ورفض الأطعمة الأجنبية وأسماء الأطعمة. وقد كان مطبخه القومي عسكريًا ويسعى لتحفيز الرجال ليصبحوا مقاتلين.
سعى مارينيتي إلى زيادة الإبداع، وانجذابه إلى كل ما هو جديد، جعل الاكتشافات العلمية جذابة بالنسبة له. لكن وجهات نظره حول النظام الغذائي لم تكن قائمة على أساس علمي. كان مفتوناً بفكرة الأغذية المصنعة، وتوقع أن الحبوب ستحل في يوم من الأيام محل الطعام كمصدر للطاقة، ودعا إلى إنشاء «مجمعات بلاستيكية» لتحل محل الأطعمة الطبيعية. إذ سيصبح الغذاء بدوره مجرد تعبير فني. وصف مارينيتي العديد من الوجبات التي أكلها بفن الأداء، مثل «عشاء اللمس» والتي أُعيد إنشاؤها في عام 2014 لمعرض في متحف غوغينهيم. حيث ارتدى المشاركون بيجامة مزيفة بالإسفنج وورق الصنفرة والألمنيوم، وأكلوا السلطات دون استخدام أي أدوات للمائدة.

## وصلات خارجية
- فيليبو توماسو مارينيتي على موقع IMDb (الإنجليزية)
- فيليبو توماسو مارينيتي على موقع الموسوعة البريطانية (الإنجليزية)
- فيليبو توماسو مارينيتي على موقع ميوزك برينز (الإنجليزية)
- فيليبو توماسو مارينيتي على موقع ديسكوغز (الإنجليزية)
- مؤلفات Filippo Tommaso Marinetti في مشروع غوتنبرغ
- Score to the sound poem Dune، parole in libertà (1914)